# Babaha
Babaha (en persan : باباها romanisé en Bābāhā) est un village de la province de Kermanshah en Iran. Lors du recensement de 2006, sa population était de 82 habitants pour 21 familles.